# Róger Flores
Róger Flores Solano est un footballeur costaricien, né le 26 mai 1959 à San José.

## Biographie
Au poste de défenseur, il fut international costaricien.
Il participa à 3 éliminatoires de Coupe du monde de football (1986, 1990 et 1994).
Il participa à la Coupe du monde de football de 1990, en Italie, ce qui constitue la première participation du Costa Rica pour une phase finale. 
En tant que capitaine de la sélection, il joue tous les matchs en tant que titulaire (Suède, Brésil, Tchécoslovaquie et Écosse), et inscrit un but de la tête à la 74e minute contre la Suède pour une victoire costaricienne (2-1), ce qui constitua une des surprises de ce tournoi. 
Le Costa Rica sera éliminé en huitièmes par la Tchécoslovaquie (1-4).
Il remporte aussi la Coupe UNCAF des Nations 1991.
Il joua dans deux clubs : LD Alajuelense et Deportivo Saprissa. Il remporte 5 fois le Championnat du Costa Rica de football et la Ligue des champions de la CONCACAF à 3 reprises.

## Clubs
- 1983-1987 :  LD Alajuelense
- 1987-1996 :  Deportivo Saprissa

## Palmarès
- Championnat du Costa Rica de football

- - Champion en 1984, en 1988, en 1989, en 1994 et en 1995
  - Vice-champion en 1991 et en 1992
- Copa Interamericana
  - Finaliste en 1994
- Ligue des champions de la CONCACAF
  - Vainqueur en 1986, en 1993 et en 1995
- Coupe UNCAF des Nations
  - Vainqueur en 1991